# Summer Lee
Summer Lee (Pittsburgh, Pennsylvania, 1987. november 26. –) amerikai politikus, a Demokrata Párt tagjaként Pennsylvania állam 12. körzetének kongresszusi képviselője az Egyesült Államok kongresszusának alsóházában 2023 óta.

## Életpályája
Lee 1987-ben született Észak-Braddockban, Pittsburgh egy keleti fekvésű külvárosában. Családjában több aktivista is volt, nagyanyja a NAACP (a fekete amerikaiakért küzdő szervezet) Pittsburgh-i szervezetének alelnöke volt, nagyapja pedig a Fekete Párducok nevű polgárjogi csoport tagja volt. A nagyváros körül nőtt fel, érettségijét a Woodland Hills gimnáziumban szerezte, 2009-ben pedig Pennsylvania állami egyetemén szerzett diplomát újságírásból. Egyetemi tanulmányai alatt gyakornok volt egy televíziós társaságnál, majd egy évvel később, 2008-ban egy helyi közösségi kampányban vett részt menedzserként. 2015-ben jogi diplomát szerzett a Howard Egyetemen, polgárjogi és alkotmányjogi koncentrációval. Tanulmányai alatt tanuló ügyvédként gyakornokoskodott a NAACP számára, később pedig Bernie Sanders 2016-os elnökválasztási kampányában dolgozott Pennsylvaniában. 2014-től 2022-ig a Pennsylvania állam kongresszusi alsóházának volt tagja. 2021 végén jelentette be, hogy indul Pennsylvania 12. körzetének képviselőségéért, miután pedig az előválasztáson legyőzte párttársát, Steve Irwint és másokat, Michael Doyle republikánus jelölttel állt szemben az általános választásokon, 2022 novemberében. Progresszív csoportok összesen több, mint egymillió dollárral segítették kampányát, de az ellene kampányoló AIPAC, amely az izraeli érdekeket képviseli az Egyesült Államokban, majdnem ugyanennyit elköltött a kampány során. Lee végül megszerezte a szavazatok 55 százalékát, és megnyerte a választást.
2024-ben újraválasztották, a szavazatok 56%-át szerezte meg a republikánus James Hayes ellen.

## Politikája
Afrikai amerikai származású nőként Lee az első, aki államát képviseli a kongresszusi alsóházban. Politikája progresszív, támogatja a Medicare For All programot, mely minden amerikai állampolgárnak egészségbiztosítást adna. Támogatja továbbá a gazdagok magasabb adóztatását, a tandíjmentes felsőoktatást, valamint a szövetségi minimálbér emelését. Kampányplatformja szerint fontosnak tartja a szakszervezeteket, az LMBTQ+ jogokat, valamint az abortuszhoz való jogot. Egy televíziós interjúban a rendőrség rasszista hajlamait is fontos problémaként hozta fel, kritizálta továbbá a honvédelemre költött pénz mennyiségét.